# Sigismond Jaccoud

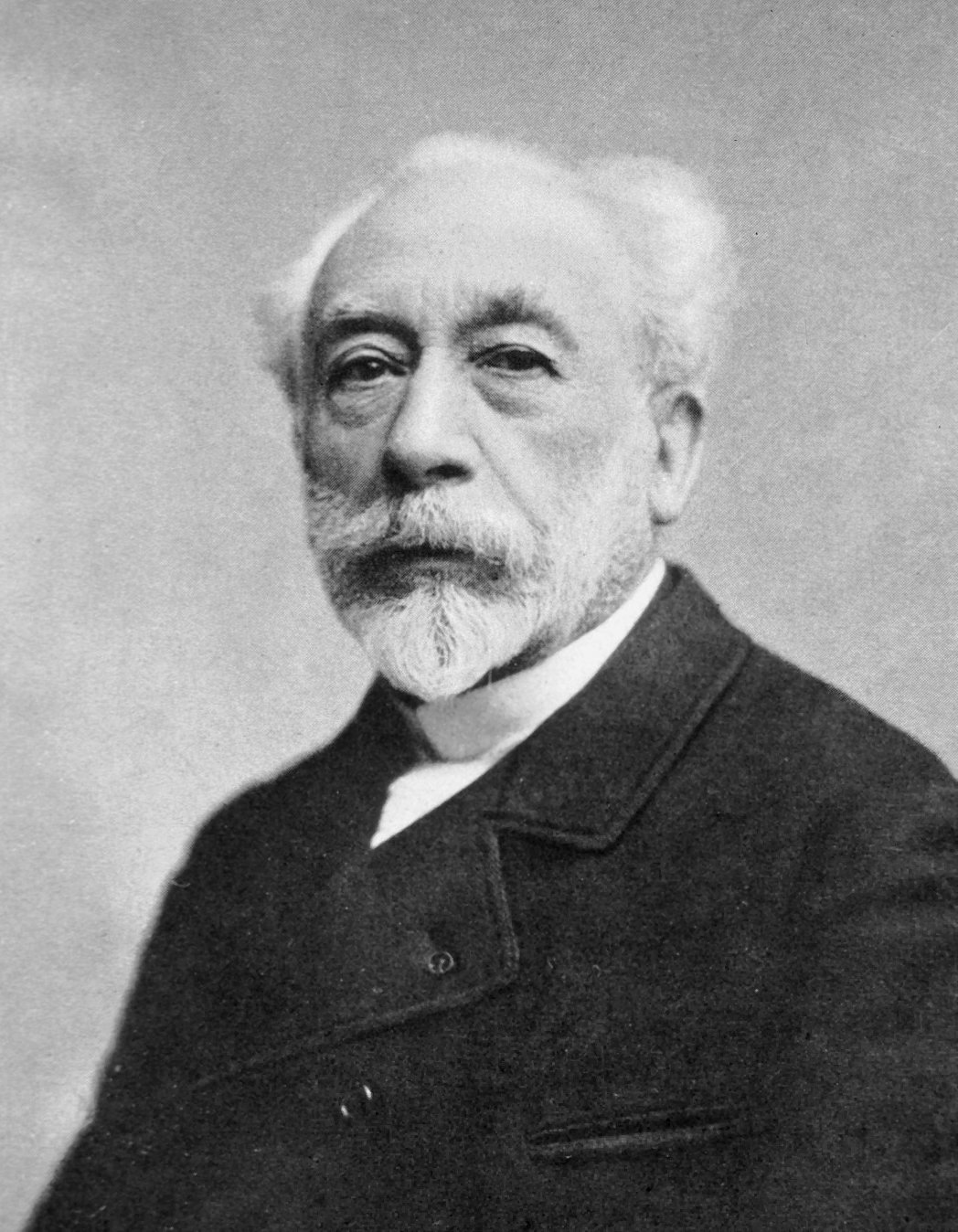
Sigismond Jaccoud.

François Sigismond Jaccoud, född 29 november 1830 i Genève, död 26 april 1913 i Paris, var en schweizisk-fransk läkare.
Jaccoud reste tidigt till Paris, där han försörjde sig som violinist i Opéra-Comique, samtidigt som han snabbt fullföljde sina medicinska studier. Han blev interne 1855, medicine doktor 1860 (Des constitutions pathogéniques de l'albuminurie), médecin des hôpitaux 1862, professeur agrégé vid medicinska fakulteten 1863 på avhandlingen De l'humorisme ancien comparé à l'humorisme moderne, professor i patologi 1877 och lärare i medicinsk klinik 1883. Han var överläkare vid Hôpital de la Pitié, då han avled; tidigare innehade han motsvarande befattning vid Hôpital de la Charité och Hôpital Lariboisière. Han nedlade sina erfarenheter i flera band Leçons de clinique médicale och i Traité de pathologie interne, som utkom i många upplagor.